# Michael A. Bills

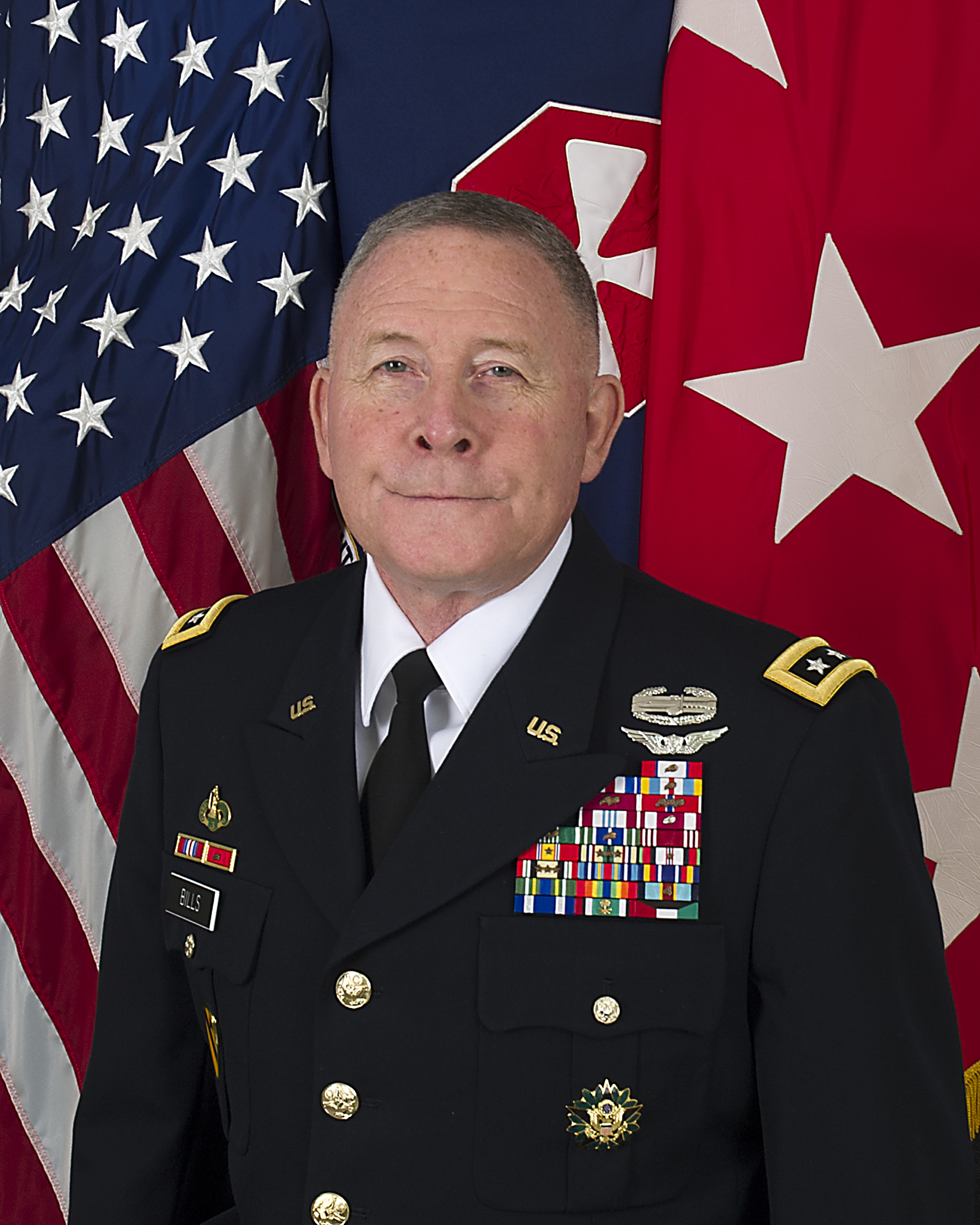
Michael A. Bills (2017)

Michael A. Bills (* 1958) ist ein pensionierter Generalleutnant der United States Army. Er war unter anderem Kommandeur der 1. Kavalleriedivision und der 8. Armee.
Über das ROTC-Programm der George Mason University gelangte Bills im Jahr 1983 in das Offizierskorps des US-Heeres. Dort wurde er als Leutnant den Panzertruppen zugeteilt. In der Armee durchlief er anschließend alle Offiziersränge vom Leutnant bis zum Drei-Sterne-General.
Im Lauf seiner militärischen Karriere absolvierte er verschiedene Kurse und Schulungen. Dazu gehörten unter anderem der Armor Officer Basic Course, der Armor Officer Advanced Course, das Command and General Staff College und das United States Army War College.
In seinen jüngeren Jahren absolvierte er den für Offiziere in den niederen Rangstufen üblichen Dienst in unterschiedlichen Einheiten und Standorten. Dazu gehörten auch Aufgaben als Stabsoffizier in verschiedenen Hauptquartieren. Im weiteren Verlauf seiner Karriere kommandierte er Einheiten auf fast allen militärischen Ebenen bis hin zum Armeekommandeur. Er war unter anderem mehrfach in Deutschland stationiert.
Während des Zweiten Golfkriegs war er als Stabsoffizier in Saudi-Arabien stationiert. Danach setzte er seine Offizierslaufbahn an verschiedenen Standorten fort, wozu wieder ein Aufenthalt in Deutschland gehörte. Von dort wurde er mit einer Einheit des V. Korps im Irakkrieg eingesetzt.
Im Jahr 2006 übernahm Michael Bills in Fort Hood, dem heutigen Fort Cavazos, das Kommando über das 3. Kavallerieregiment. Während seiner Zeit als Regimentskommandeur wurde seine Einheit ebenfalls in den Irak verlegt, um an der Operation Iraqi Freedom teilzunehmen. Danach erhielt er das Kommando über die Joint Task Force-North (USNORTHCOM) in Fort Bliss in Texas. Daran schloss sich eine weitere Versetzung nach Deutschland an, wo er die Stabsabteilung G3 (Operationen) von USAREUR leitete.
Zwischen Juni 2013 und Juli 2014 war Bills stellvertretender Kommandeur der 4. Infanteriedivision. Gleichzeitig war er kommissarischer Kommandeur des Militärstützpunkts Fort Carson. Daran schloss sich eine erneute Versetzung nach Fort Hood an, wo er zwischen März 2014 und Januar 2016 das Kommando über die 1. Kavalleriedivision hatte. Mit dieser Einheit wurde er zwischenzeitlich nach Afghanistan versetzt, um an der Operation Enduring Freedom teilzunehmen.
Anschließend wurde er nach Südkorea zum kombinierten Kommando des United Nations Commands, dem gemeinsamen US-Südkoreanischen Kommando und den United States Forces Korea versetzt (United Nations Command, ROK/US Combined Forces Command, and United States Forces Korea). Dort leitete er in den Jahren 2016 und 2017 deren Stabsabteilung G3 für Operationen. Danach verblieb er in Südkorea, wo er das Kommando über die 8. Armee erhielt. Diesen Posten bekleidete er zwischen dem 5. Januar 2018 und dem 2. Oktober 2020. Anschließend schied er aus dem aktiven Militärdienst aus.

## Orden und Auszeichnungen
Michael Bills erhielt im Lauf seiner militärischen Laufbahn unter anderem folgende Auszeichnungen:
- Army Distinguished Service Medal
- Silver Star
- Legion of Merit
- Bronze Star Medal
- Defense Superior Service Medal
- Defense Meritorious Service Medal
- Meritorious Service Medal
- Army Commendation Medal
- Army Achievement Medal